# Vituduro

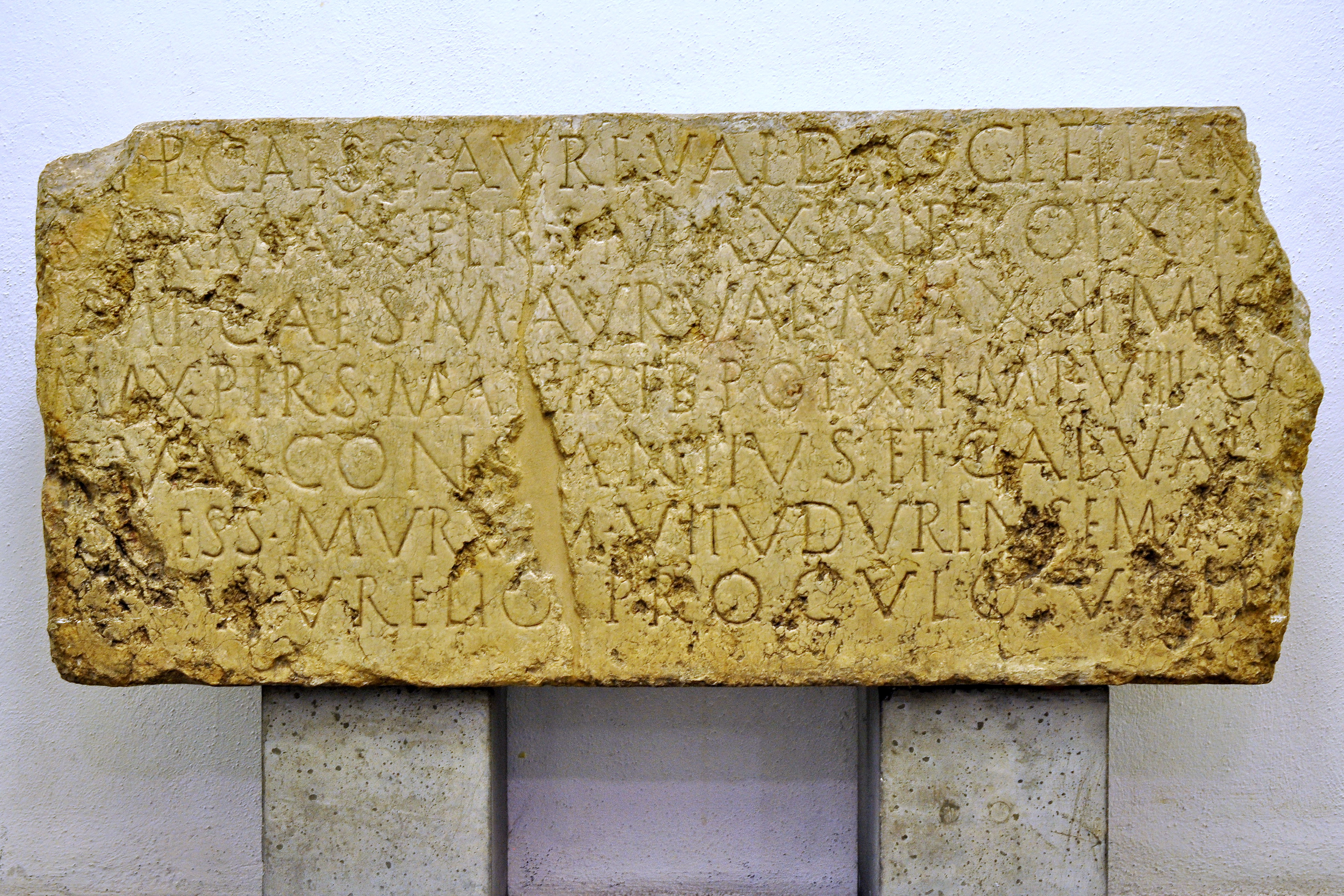
Conservada na Câmara de Winterthur

Vituduro (em latim: Vitudurum) é um sítio romano, situado na comuna de Winterthur no cantão de Zurique.

## História
Durante o século I, a estrada entre Vindonissa - o Windisch do cantão Appenzell Exterior - e o Lago de Constança desenvolve-se rapidamente. Cerca do ano 80 D.C. foi erigido um templo conjuntamente com um outro edifício para formar um centro sagrado, o téménos, e perto encontrava-se também um sistema hidráulico para fornecer água às termas.
A localidade foi atacada e capturada pelos Alamanos em 294 D.C. e abandonada no século V com o declínio do Império Romano.